# Pica-pau-de-dorso-preto
O pica-pau-de-dorso-preto (Picoides arcticus)  é um pica-pau de tamanho médio que ocorre nas florestas da América do Norte.